# شيرلي كلامب
شيرلي نتاسيا كلامب (بالسويدية: Shirley Natasja Clamp) (13 فبراير 1973 -)، ملحنة ومغنية بوب سويدية ولدت في مدينة بوروس بالسويد من أم سويدية وأب بريطاني.
بدأت حياتها المهنية في عام 2003، عندما شاركت في مسابقة "Melodifestivalen 2003" بأغنية «السيد ذاكرة» (بالإنجليزية: Mr. Memory)، إلا أنها لم تستطع الفوز بمسابقة الأغنية الأوروبية حيث خرجت من الدور قبل النهائي. بعد المسابقة، تلقت تدريب موسيقي في أكاديمية البالية في مدينة غوتنبرغ.

## وصلات خارجية
- شيرلي كلامب على موقع IMDb (الإنجليزية)
- شيرلي كلامب على موقع ميوزك برينز (الإنجليزية)
- شيرلي كلامب على موقع أول ميوزيك (الإنجليزية)
- شيرلي كلامب على موقع ديسكوغز (الإنجليزية)

- الموقع الرسمي للمغنية